# Mount Lisicky
Mount Lisicky är ett berg i Antarktis. Det ligger i Östantarktis. Nya Zeeland gör anspråk på området. Toppen på Mount Lisicky är 2 120 meter över havet, eller 993 meter över den omgivande terrängen. Bredden vid basen är 6,4 km.
Terrängen runt Mount Lisicky är kuperad åt nordost, men åt sydväst är den bergig. Trakten är obefolkad. Det finns inga samhällen i närheten.